# Seisen Cerberus
Seisen Cerberus (聖戦ケルベロス Seisen Keruberosu, lit. Cerberus de la Guerra Santa) es un juego RPG para móvil publicado por GREE. La serie ha sido adaptada por separado, un manga, titulado Seisen Cerberus ～Mō Hitori no Eiyū～ (聖戦ケルベロス～もう一人の英雄～ Seisen Keruberosu ～ Mō Hitori no Eiyū ～) y un anime, titulado Seisen Cerberus: Ryūkoku no Fatalite (聖戦ケルベロス 竜刻のファタリテ Seisen Keruberosu Ryūkoku no Fatarite, lit. Cerberus de la Guerra Santa: Fatalidad del Tiempo Dragon). El manga fue publicado por Kodansha en 2013, mientras el anime se emitió entre el 4 de abril y el 28 de junio de 2016.

## Sinopsis
En el continente Kunaaan, hay tres reinos con un frágil balance de poder que podría hacer estallar una guerra en cualquier momento. El dragón maligno Daganzord también reside en el continente y nadie es lo suficientemente poderoso para detenerlo de esparcir la destrucción por la tierra cuando despierta. Bairo, Kismitete y un grupo de brujos intentaron sellar a Daganzord, pero el intento fue frustrado y este evento fue conocido como la Tragedia Balbagoa. Hīro, el hijo de Bairo y Kismitete, es salvado por Girū y jura vengar la muerte de sus padres entrenándose con la espada. Después de que Hīro cumple 16, con Girū acompañándolo, decide ir en un viaje para matar al dragón. En el camino, ellos se encuentran con muchos tipos de personas y ganan compañeros en su viaje.

## Personajes
Hīro (ヒイロ Hiiro)
Seiyū: Yoshitsugu Matsuoka
Sarāt (サラート Saraato)
Seiyū: M.A.O
Erin (エリン)
Seiyū: Maaya Uchida
Girū (ギルー Giruu)
Seiyū: Taiten Kusunoki
Tomitte (トミッテ Tomitte)
Seiyū: Arisa Ogasawara
Palpa (パルパ Parupa)
Seiyū: Yoji Ueda
Nanbūko (ナンブーコ Nanbuuko)
Seiyū: Shunsuke Sakuya
Sharisharū (シャリシャルー Sharisharuu)
Seiyū: Mariya Ise
Mumū (ムムー Mumuu)
Seiyū: Manami Numakura
Bachroppa (バッハロッパ)
Seiyū: Masayuki Omoro

## Medios de comunicación

### Juego
El productor de juegos GREE publicó el juego RPG de batalla de cartas para móvil en 2011.

### Manga
Una adaptación a manga por Seijirō Narumi se publicó en Bessatsu Shōnen Magazine de Kodansha en abril de 2013 y terminó en noviembre de 2013. La serie fue publicada en dos volúmenes tankōbon.
| Núm. | Fecha de publicación   | ISBN                   |
| ---- | ---------------------- | ---------------------- |
| 1    | 9 de agosto de 2013    | ISBN 978-4-06-394905-6 |
| 2    | 9 de diciembre de 2013 | ISBN 978-4-06-394980-3 |

### Anime
El juego recibió una adaptación a anime para celebrar su quinto aniversario. La serie es dirigida por Nabuhiro Kondo, el guion es escrito por Hiroshi Ōnogi, con animación por los estudios Bridge y Genco. Los diseños de los personajes son hechos por Gō Tōgetsu y Noboru Haraguchi es el director de sonido en Tohokushinsha Film. Hideakira Kimura y Nobuaki Nobusawa proveen la música del anime. El opening es "Resonant Heart" interpretado por Maaya Uchida, mientras el ending es "Xenotopia" interpretado por Suzuko Mimori. La serie se estrenó el 4 de abril de 2016, y se transmitió en TV Tokyo, TV Osaka, TV Aichi y AT-X.

#### Lista de episodios
| Núm. | Título                                                                           | Fecha de emisión    |
| ---- | -------------------------------------------------------------------------------- | ------------------- |
| 1    | "Lord of the Dark Dragon" "Rōdo Obu Dākudoragon" (ロード・オブ・ダークドラゴン)  | 5 de abril de 2016  |
| 2    | "Dark Crystal" "Dāku Kurisutaru" (ダーク・クリスタル)                            | 12 de abril de 2016 |
| 3    | "Hidden Fortress" "Hido~un Fōtoresu" (ヒドゥン・フォートレス)                    | 19 de abril de 2016 |
| 4    | "Expected Journey" "Ekusupekuteddo Jānī" (エクスペクテッド・ジャーニー)          | 26 de abril de 2016 |
| 5    | "Sense" "Sensu" (センス)                                                         | 3 de mayo de 2016   |
| 6    | "Strange Love" "Sutorenji Rabu" (ストレンジ・ラブ)                               | 10 de mayo de 2016  |
| 7    | "Transform" "Toransufōmu" (トランスフォーム)                                     | 17 de mayo de 2016  |
| 8    | "Dark Shadow" "Dāku Shadō" (ダーク・シャドウ)                                    | 24 de mayo de 2016  |
| 9    | "Sign" "Sain" (サイン)                                                           | 31 de mayo de 2016  |
| 10   | "The Omen" "Ji ōmen" (ジ・オーメン)                                              | 7 de junio de 2016  |
| 11   | "Fury Road" "Fu~yūrī rōdo" (フューリー・ロード)                                  | 14 de junio de 2016 |
| 12   | "Return of Dark Dragon" "Ritān Obu dākudoragon" (リターン・オブ・ダークドラゴン) | 21 de junio de 2016 |
| 13   | "Dragon Heart" "Doragon hāto" (ドラゴン・ハート)                                 | 28 de junio de 2016 |